# 白子町 (名古屋市)
白子町（しらこちょう）は、愛知県名古屋市中村区の地名。現行行政地名は白子町1丁目から白子町4丁目。住居表示未実施。

## 地理
名古屋市中村区南部に位置する。西は名西通、北は千成通に接する。

## 歴史

### 地名の由来
下中村町字白子畑に由来する。

### 沿革
- 1939年（昭和14年）6月1日 - 以下の通り、中村区下中村町の各一部により、同区白子町として成立[1]。
  - 白子町1丁目が、下中村町字流・字赤須賀・字白子畑の各一部により成立[1]。
  - 白子町2丁目が、下中村町字白子畑・字赤須賀の各一部により成立[1]。
  - 白子町3丁目が、下中村町字白子畑・字赤須賀の各一部により成立[1]。
- 1941年（昭和16年）1月1日 - 下中村町字流・字六十間・字長筬・字白子畑および米野町字上角田・字下流レの各一部が、白子町4丁目に編入される[4]。
- 2007年（平成19年）6月18日 - 下中村町字流を3丁目に編入[WEB 6]。

## 世帯数と人口
2019年（平成31年）2月1日現在の世帯数と人口は以下の通りである。
| 町丁   | 世帯数  | 人口  |
| ------ | ------- | ----- |
| 白子町 | 405世帯 | 739人 |

### 人口の変遷
国勢調査による人口の推移
| 1950年（昭和25年） | 689人   | [ 5 ]      |  |
| 1955年（昭和30年） | 936人   | [ 5 ]      |  |
| 1960年（昭和35年） | 1,325人 | [ 6 ]      |  |
| 1965年（昭和40年） | 1,532人 | [ 6 ]      |  |
| 1970年（昭和45年） | 1,457人 | [ 7 ]      |  |
| 1975年（昭和50年） | 1,326人 | [ 7 ]      |  |
| 1980年（昭和55年） | 985人   | [ 8 ]      |  |
| 1985年（昭和60年） | 854人   | [ 8 ]      |  |
| 1990年（平成2年）  | 931人   | [ 9 ]      |  |
| 1995年（平成7年）  | 869人   | [ 10 ]     |  |
| 2000年（平成12年） | 824人   | [ WEB 7 ]  |  |
| 2005年（平成17年） | 748人   | [ WEB 8 ]  |  |
| 2010年（平成22年） | 731人   | [ WEB 9 ]  |  |
| 2015年（平成27年） | 726人   | [ WEB 10 ] |  |

## 学区
市立小・中学校に通う場合、学校等は以下の通りとなる。また、公立高等学校に通う場合の学区は以下の通りとなる。
| 番・番地等 | 小学校               | 中学校               | 高等学校 |
| ---------- | -------------------- | -------------------- | -------- |
| 全域       | 名古屋市立日吉小学校 | 名古屋市立豊国中学校 | 尾張学区 |

## 交通
- 柳街道[2]

## 施設
- 浜乙女中村工場[2]
- 日本通運京田倉庫[2]
- 大門南市場[2]
- 真宗大谷派堅賢寺
- 山崎産業名古屋営業所

- 浜乙女中村工場

## その他

### 日本郵便
- 郵便番号 : 453-0817[WEB 3]（集配局：中村郵便局[WEB 13]）。

### WEB
1. 1 2  “愛知県名古屋市中村区の町丁・字一覧”.   人口統計ラボ. 2016年2月12日閲覧。
2. 1 2  “町・丁目(大字)別、年齢(10歳階級)別公簿人口(全市・区別)”.   名古屋市 (2019年2月20日). 2019年2月20日閲覧。
3. 1 2  “郵便番号”.  日本郵便. 2019年2月10日閲覧。
4. ↑  “市外局番の一覧”.   総務省. 2019年1月6日閲覧。
5. ↑  名古屋市役所市民経済局地域振興部住民課町名表示係 (2015年10月21日). “中村区の町名一覧”.   名古屋市. 2016年1月29日閲覧。
6. ↑  “名古屋市:名古屋市中村区の一部で町名・町界変更を実施(平成19年6月18日実施)”. 2017年5月6日閲覧。
7. ↑  名古屋市役所総務局企画部統計課統計係 (2005年7月1日). “（刊行物）名古屋の町(大字)・丁目別人口 (平成12年国勢調査) (5)中村区(第1表から第3表)” (xls). 2015年10月16日閲覧。
8. ↑  名古屋市役所総務局企画部統計課統計係 (2007年6月27日). “（刊行物）名古屋の町(大字)・丁目別人口 (平成17年国勢調査) (5)中村区(第1表から第3表）” (xls). 2015年10月15日閲覧。
9. ↑  名古屋市役所総務局企画部統計課統計係 (2012年4月22日). “（刊行物）名古屋の町(大字)・丁目別人口 (平成22年国勢調査) (5)中村区(第1表から第3表）” (xls). 2015年10月15日閲覧。
10. ↑  名古屋市役所総務局企画部統計課統計係 (2016年3月31日). “（刊行物）名古屋の町(大字)・丁目別人口 (平成27年国勢調査) (5)中村区(第1表から第3表）” (xls). 2016年7月28日閲覧。
11. ↑  “市立小・中学校の通学区域一覧”.   名古屋市 (2018年11月10日). 2019年1月14日閲覧。
12. ↑  “平成29年度以降の愛知県公立高等学校（全日制課程）入学者選抜における通学区域並びに群及びグループ分け案について”.   愛知県教育委員会 (2015年2月16日). 2019年1月14日閲覧。
13. ↑  郵便番号簿 平成29年度版 - 日本郵便. 2019年02月26日閲覧 (PDF)

### 書籍
1. 1 2 3 4 5  中村区制施行50周年記念事業実行委員会記念誌編集委員会 1987, p. 435.
2. 1 2 3 4 5 6  「角川日本地名大辞典」編纂委員会 1989, p. 1498.

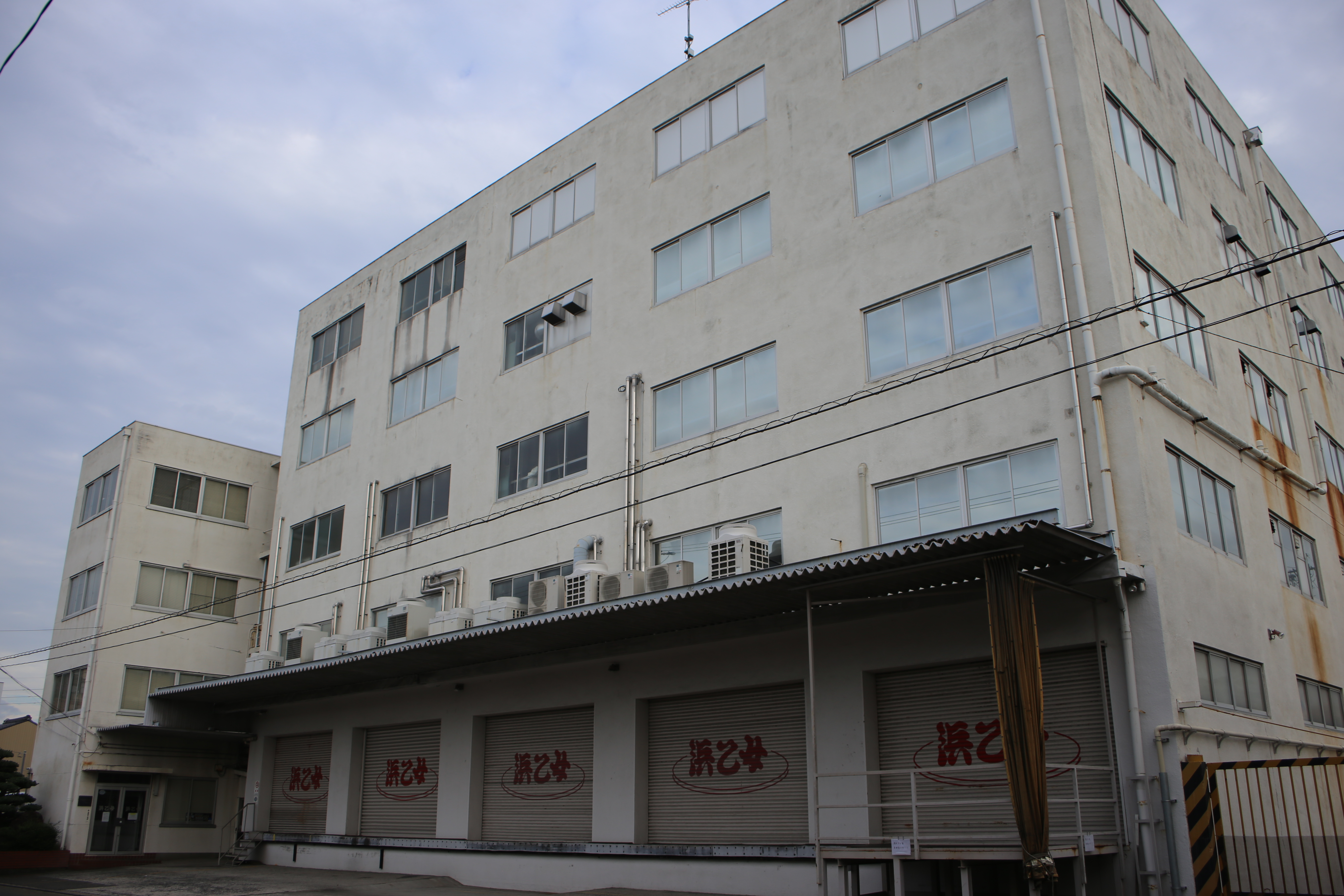
浜乙女中村工場

3. ↑  名古屋市計画局 1992, p. 261.
4. ↑  中村区制施行50周年記念事業実行委員会記念誌編集委員会 1987, p. 438.
5. 1 2  名古屋市総務局企画室統計課 1957, p. 79.
6. 1 2  名古屋市総務局企画部統計課 1967, p. 73.
7. 1 2  名古屋市総務局統計課 1977, p. 48.
8. 1 2  名古屋市総務局統計課 1986, p. 51.
9. ↑  名古屋市総務局企画部統計課 1991, p. 26.
10. ↑  名古屋市総務局企画部統計課 1996, p. 71.

### 統計資料
- 名古屋市総務局企画室統計課 編『昭和31年版 名古屋市統計年鑑』名古屋市、1957年。
- 名古屋市総務局企画部統計課 編『昭和41年版 名古屋市統計年鑑』名古屋市、1967年。
- 名古屋市総務局統計課 編『昭和51年版 名古屋市統計年鑑』名古屋市、1977年。
- 名古屋市総務局統計課 編『昭和60年国勢調査 名古屋の町・丁目別人口（昭和60年10月1日現在）』名古屋市役所、1986年。
- 名古屋市総務局企画部統計課 編『平成2年国勢調査 名古屋の町（大字）別・年齢別人口（平成2年10月1日現在）』名古屋市役所、1994年。
- 名古屋市総務局企画部統計課 編『平成7年国勢調査 名古屋の町（大字）・丁目別人口（平成7年10月1日現在）』名古屋市役所、1996年。